# Дьявольский ветер

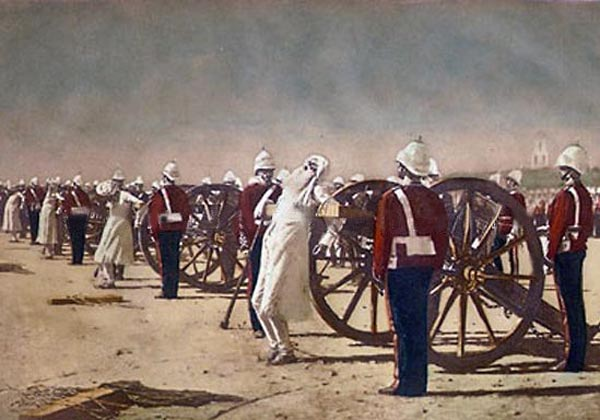
Казнь членов секты намдхари при помощи «дьявольского ветра» в 1872 году. Картина В. Верещагина, 1884 год

«Дьявольский ветер» (англ. devil’s wind, или англ. Blowing from guns — буквально «дуновение из пушек») — название типа смертной казни, заключавшегося в привязывании приговорённого к дулу пушки и последующем выстреле из неё сквозь тело жертвы ядром или холостым зарядом.

## «Дьявольский ветер» в живописи
Василий Верещагин, изучавший применение этой казни перед написанием своей картины «Подавление индийского восстания англичанами» (1884 год), утверждал:

…сотнями привязывали возмутившихся против их владычества сипаев и не сипаев к жерлам пушек и без снаряда, одним порохом, расстреливали их — это уже большой успех против перерезывания горла или распарывания живота.— В. Верещагин. Скобелев. Русско-турецкая война 1877-1878 гг. в воспоминаниях В. В. Верещагина. — М.: «ДАРЪ», 2007. — С. 151.
«Дьявольский ветер» разрывал тело жертвы на куски, что в свете религиозных и общественных традиций Индии имело весьма негативные последствия для расстреливаемого. В воспоминаниях Верещагина указывается: 

Смерти этой они не боятся, и казнь их не страшит; но чего они избегают, чего боятся, так это необходимости предстать пред высшим судьею в неполном, истерзанном виде, без головы, без рук.<…>

Европейцу трудно понять ужас индийца высокой касты при необходимости только коснуться собрата низшей: он должен, чтобы не закрыть себе возможность спастись, омываться и приносить жертвы после этого без конца.— В. Верещагин. Скобелев. Русско-турецкая война 1877-1878 гг. в воспоминаниях В. В. Верещагина. — М.: «ДАРЪ», 2007. — С. 153.

## Казнь в культуре
- В романе Жюля Верна «Паровой дом» индусы собирались казнить полковника Мунро, привязав его к жерлу пушки и выстрелив из неё.
- В романе Р. Сабатини «Одиссея капитана Блада» главный герой, капитан Блад, приказывает привязать пленного испанского кабальеро дона Диего де Эспиноса к жерлу пушки, чтобы заставить сына последнего выполнить свои условия.

- Этой казнью заканчивается рассказ Артура Конан Дойла «Как Копли Бэнкс прикончил капитана Шарки».
- Казнь сипаев дьявольским ветром изображена во второй серии советского мини-сериала «Капитан Немо».
- Несостоявшаяся (благодаря стихийному бунту горожан, включая женщин и детей) казнь дьявольским ветром была уготована положительному герою, народному скрипачу, в советском детском фильме «Пока бьют часы».